# 神道修成派
神道修成派（しんとうしゅうせいは）は、東京都杉並区松庵に法人本部（教庁）を置く教派神道で、神道十三派の一つ。
天之御中主神・高皇産霊神、神皇産霊神、伊邪那岐大神、天照大御神、天神地祇八百万神を総称した修成大神を祭神としている。
教義は儒教の影響を受けている。信者数は6,502人。

## 文献
教義の基礎は、3種類の教典と1種類の附録で示されている。

### 教典
- 『修道 溯源(しゅうどう そげん)』(大司徒 新田邦達 訳註)
- 『修成道 教典(しゅうせいどう きょうてん)』(大司徒 新田邦達 訳註)
- 『顕幽 略説(けんゆう りゃくせつ)』(文学博士 佐々木英夫 訳註)

### 附録
- 『修成 教法(しゅうせい きょうほう)』(大司徒 新田邦達 訳註)

## 二大聖地

### 大元祠
本部教会を「大元祠(だいげんし)」という。山上祠(さんじょうし)と山下祠(さんかし)に分かれている。
- 大元祠(だいげんし)【山上祠(さんじょうし)】（静岡県磐田市敷地1464-1） - 本殿が、市営獅子ヶ鼻公園の北東に隣接する、秩山の山頂にある。
- 大元祠(だいげんし)【山下祠(さんかし)】（静岡県磐田市敷地938-17） - 教祖教霊殿などが、天竜浜名湖鉄道の敷地駅より徒歩15分の小高い丘の上にある。南東側に磐田市立豊岡東小学校がある。

## 歴史
新田邦光により1869年（明治2年）に開教し、1873年（明治6年）8月に修成講社として設立。
1876年（明治9年）10月23日に神道修成派として一派独立。
1953年（昭和28年）4月に本部教会（大元祠）を静岡県磐田郡豊岡村敷地（現在の磐田市敷地）に遷座した。

## 歴代管長
1. 新田邦光
2. 新田邦貞
3. 新田邦達
4. 新田邦夫（政治学者、カール・シュミット研究者、元山梨大学教育学部教授、1972年7月から）

## 祭事

### 年間祭事
- 大元祠(だいげんし)【山上祠(さんじょうし)】にて、下記の大祭を斎行している。
  - 月次祭（毎月第1日曜日）
  - 星祭大祈祷（2月5日）
  - 大祭（4月の第1週の金、土曜日）

- 大元祠(だいげんし)【山下祠(さんかし)】の教霊殿にて、下記の霊祭を斎行している。
  - 月次霊祭(毎月25日)
  - 教祖教霊祭(11月24日、11月25日)

- 教庁【本郷祠】にて、下記の大祭を斎行している。
  - 大祭(10月　体育の日）